# Rouet
Rouet (okzitanisch Lo Roet) ist ein Ort und eine Gemeinde mit 69 Einwohnern (Stand 1. Januar 2022) im südfranzösischen Département Hérault in der Region Okzitanien.

## Lage
Der Ort Rouet liegt am Fuße der südlichen Ausläufer der Cevennen (Montagne d’Hortus) in einer Höhe von etwa 270 Metern ü. d. M. in der alten Kulturlandschaft des Languedoc. Die Großstadt Montpellier ist etwa 39 km (Fahrtstrecke) in südöstlicher Richtung entfernt; die Stadt Nîmes befindet sich etwa 60 km östlich. Das Flüsschen Lamalou entspringt im Gemeindegebiet und entwässert zum Hérault. Auch der Bach Liguière durchquert die Gemeinde und mündet in den Lamalou.
Nachbargemeinden sind Ferrières-les-Verreries im Norden, Claret im Nordosten, Valflaunès im Südosten, Mas-de-Londres im Südwesten und Notre-Dame-de-Londres im Westen.

## Bevölkerungsentwicklung
| Jahr      | 1800 | 1851 | 1901 | 1954 | 1975 | 1999 | 2008 | 2017 |
| Einwohner | 93   | 138  | 106  | 56   | 49   | 46   | 61   | 65   |

Im 19. Jahrhundert hatte die in mehrere Weiler (hameaux) und Einzelgehöfte zerfallende Gemeinde stets deutlich über 100 Einwohner. Infolge der Reblauskrise im Weinbau und der zunehmenden Mechanisierung der Landwirtschaft sank die Einwohnerzahl im 20. Jahrhundert kontinuierlich bis auf die Tiefststände der letzten Jahrzehnte ab.

## Wirtschaft
Die Einwohner der Gemeinde lebten jahrhundertelang als Selbstversorger (Getreide, Wein, Gemüse, Käse) von der Landwirtschaft; nur die Stadt Montpellier kam wegen ihrer relativen Nähe als Marktort für Käseprodukte, Pökelfleisch etc. infrage. Der Weinbau ist noch immer von Bedeutung, doch spielt seit den 1960er Jahren der Tourismus in Form der Vermietung von Ferienhäusern (gîtes) eine zunehmend wichtigere Rolle im Wirtschaftsleben der Gemeinde.

## Geschichte
Auf dem Gemeindegebiet befinden sich mehrere jungsteinzeitliche Dolmen, darunter der imposante Dolmen du Lamalou. Im 11. oder 12. Jahrhundert entstand das abgelegene Château de la Roquette. Der Ort selbst war spätestens seit dem 12. Jahrhundert bewohnt. Während der Hugenottenkriege (1562–1598) wurde die örtliche Kirche in Mitleidenschaft gezogen.

## Sehenswürdigkeiten
- Die ehemalige Kirche eines Priorats der Abtei von Maguelone ist heute die vom Friedhof umgebene Pfarrkirche Saint-Etienne de Gabriac der Gemeinde. Es ist ein aus exakt behauenen Steinen errichteter romanischer Bau des 12. Jahrhunderts. Während die halbrunde Apsis ungegliedert ist, werden die Mauern des Langhauses von Strebepfeilern gestützt. Der Glockengiebel (clocher mur) über der Westfassade entstand im 17. Jahrhundert.

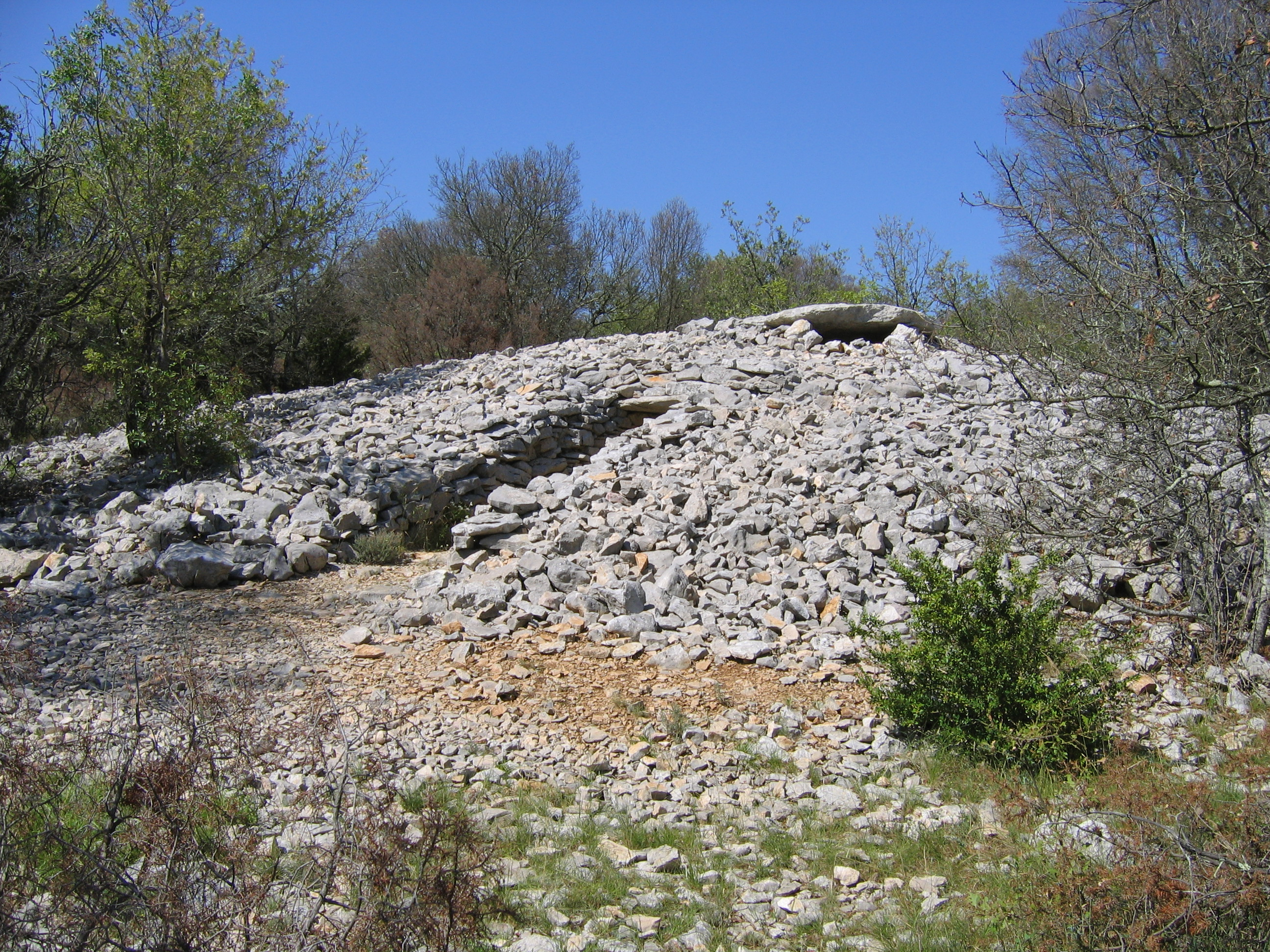
Dolmen du Lamalou

- Der allseitig von einem Steinhügel (Cairn) umschlossene Dolmen du Lamalou befindet sich etwa 2,5 km nordwestlich des Ortes nahe der Quelle des Flüsschens Lamalou (43° 49′ 27″ N, 3° 47′ 59″ O). Die Anlage gehört zu den imposantesten Megalithbauten im Süden Frankreichs. Wenige Kilometer entfernt stehen die Überreste weiterer Dolmen. Seit dem Jahr 1954 ist die Anlage als Monument historique anerkannt.[1]
- Der etwa 5,30 m hohe, aber stelenartig abgeflachte sogenannte Menhir de Juoilles (43° 49′ 2,6″ N, 3° 51′ 8,3″ O) sollte ursprünglich wohl als Deckplatte eines Dolmens dienen, zerbrach aber beim Transport in zwei Teile. Die beiden Teilstücke wurden erst im Jahr 1992 zusammengesetzt und unweit seines Fundortes aufgerichtet.
- Die immer noch eindrucksvollen Ruinen auf einem Felsen im südwestlichsten Zipfel der Gemeinde stehenden Château de la Roquette oder Château de Viviourès (43° 47′ 35″ N, 3° 49′ 8″ O) sind nur im Rahmen einer mehrstündigen Wanderung zu erreichen. Seit dem 16. Jahrhundert ist die Anlage nicht mehr bewohnt; seit dem Jahr 1940 ist sie als Monument historique eingestuft.[2]